# Rastrococcus melaleucae
Rastrococcus melaleucae är en insektsart som beskrevs av Williams 1985. Rastrococcus melaleucae ingår i släktet Rastrococcus och familjen ullsköldlöss. Inga underarter finns listade i Catalogue of Life.